# Júkovo (Tomsk)
|  | Per a altres significats, vegeu «Júkovo». |

Júkovo (en rus: Жуково) és un poble de l'óblast de Tomsk, a Rússia, que el 2021 tenia 323 habitants.